# Страхов, Пётр Иванович
Пётр Ива́нович Стра́хов (22 июня (3 июля) 1757, Москва — 12 (24 февраля) 1813, Нижний Новгород) — русский физик, профессор и ректор Московского университета (1805—1807), член-корреспондент Петербургской академии наук (1803).

## Биография
По происхождению был дворянином из Шуи, но ещё дед Страхова перешёл в духовное звание и был сельским священником. Отец, сельский пономарь, переехал в Москву и служил при церкви Иоанна Предтечи. Здесь и родился сын Пётр, последний ребёнок в семье, уже с детства обнаруживший недюжинные способности:

Рано высказались в нём дарования, отменная понятливость и способности; на осьмом году возраста своего он уже бойко и внятно читывал церковные книги; вместо родителя своего читал в церкви часы и паремии; рано выучился он писать и помогал отцу своему переписывать разные летописи и подобные тому тетради и с того времени приохотился к отечественной истории и ко всякой русской старине
В августе 1768 года он был принят в гимназию при Московском университете, в которой пробыл несколько более обыкновенного, так как с апреля 1771 года по сентябрь 1772 года в связи с чумой занятий в гимназии не было. В 1774 году Пётр Страхов окончил гимназию и как один из лучших учеников был зачислен приказом М. В. Приклонского на философский факультет Московского университета (на казённое содержание).
Благодаря блестящим успехам в науках, был замечен профессорами, членами «Вольного российского собрания», первого литературного и исторического научного общества при университете, а профессор Рост, у которого Страхов слушал прикладную математику и экспериментальную физику, пригласил его домашним учителем к своим сыновьям.
По окончании университета в 1778 году Страхов некоторое время (до 1785) был секретарём у куратора М. М. Хераскова; познакомился с Н. И. Новиковым и «университетским поэтом» Е. И. Костровым, беседы с которыми содействовали развитию литературных дарований молодого Страхова. В 1780 году возглавлял университетскую масонскую ложу «Гермес». По поручению Новикова он перевёл известную книгу Сен-Мартена — «О заблуждениях и истине, или воззвание человеческого рода ко всеобщему началу знания» (1785).
В 1785 году вместе с племянником М. М. Хераскова он был отправлен «Дружеским обществом» за границу для ознакомления с системой образования в европейских университетах, гимназиях и прочих учебных заведениях. Накануне отъезда П. И. Страхову было присвоено звание экстраординарного профессора. Побывав в Чехии, Моравии, Швейцарии, Австрии, Франции и Германии он пришёл к выводу, что по «нравственному направлению» тамошние университеты недостойны подражания, «но по множеству кафедр и богатству библиотек, музеев, кабинетов и прочих учебных пособий» они имели перед Московским университетом большое преимущество.
По возвращении из командировки в сентябре 1786 года Страхов стал исполнять должность главного смотрителя в Благородном пансионе, затем — инспектора обоих отделений университетской гимназии. Эту должность он успешно исправлял в течение 20 лет. В 1791 году после смерти И. А. Роста его кафедра на философском факультете была разделена на две: кафедру математики получил М. И. Панкевич, кафедру опытной физики и должность ординарного профессора получил П. И. Страхов, для чего, не имея формальной аттестации по физике, должен был защитить специальную диссертацию «О движении тел вообще и небесных звёзд в частности». Лекции, читавшиеся на русском языке и сопровождаемые виртуозно поставленными опытами, способствовали огромной популярности профессора Страхова. Для лекций по физике руководитель университета П. И. Фонвизин распорядился оборудовать отдельную аудиторию амфитеатром и выделить помещение для физического кабинета.
Издал на русском языке учебник физики М.-Ж. Бриссона (1800—1803; 2-е изд. — 1810). В период 1803—1808 годов Страхов занимался созданием собственного учебника «Краткое начертание физики», который был напечатан в 1810 году. Он организовал также публичные лекции по физике с эффектными лекционными демонстрациями; Н. М. Карамзин, регулярно посещавший их, отмечал:

Феномены силы электрической, Гальванизма, опыты аэростатические и др. сами по себе столь любопытны и господин Страхов объясняет их столь хорошо, столь вразумительно, что публика находит отменное удовольствие в слушании его лекций.

Впервые в России Страхов провёл опыты, доказывающие электропроводность воды и влажной земли; его интересные опыты были вынесены за пределы лаборатории на ландшафт: интересный опыт, демонстрирующий проводящие свойства речной воды, Страхов поставил в 1802 году, пропустив электрический ток через Москву-реку в районе Крымского брода, о чём сообщалось в заметке, напечатанной в № 1 «Журнала общества испытателей природы».
Большое внимание он уделял физике атмосферы, проводил исследования по замораживанию и испарению ртути, с 1808 года организовал систематические метеорологические наблюдения, отчеты о которых печатались в «Московских Ведомостях».
С 17 сентября 1803 года он стал членом-корреспондентом Петербургской академии наук и в этом же году — деканом философского факультета Московского университета.
6 мая 1805 года Совет университета избрал Петра Ивановича Страхова ректором университета. В его ректорство в 1805 году был принят на должность университетского архитектора М. Ф. Казаков, построивший здание главного корпуса на Моховой улице; было увеличено число аудиторных помещений, расширено помещение библиотеки, отменена практика сдачи университетской типографии в аренду. Страхов предпринял усилия для сохранения при университете гимназии, над которой нависла угроза закрытия в связи с тем, что по новым правительственным постановлениям открывались гимназии на базе народных училищ: средства на поддержку гимназий поступали от хозяйственной деятельности типографии, большая сумма была внесена П. Г. Демидовым.
В 1807 году, по состоянию здоровья Страхов оставил ректорство, но ещё дважды избирался вновь — деканом физико-математического отделения (июнь 1809 — май 1811 и май 1812 — февраль 1813).
В 1805 году стал первым почётным членом Московского общества испытателей природы, одним из организаторов которого был. В этом же году был награждён орденом Св. Анны 2-й степени с алмазами. В течение 1805—1812 гг. делал систематические метеорологические наблюдения, отчёты о которых в 1810—1812 гг. печатались в «Московских ведомостях».
В 1809 году им было открыто явление электрофореза.
Он был почётным членом Императорской медико-хирургической академии и многих заграничных учёных обществ, Харьковского университета, членом Общества истории и древностей Российских, Общества любителей российской словесности, Йенского латинского общества, Общества соревнователей врачебных и физических наук.
Страхов был в полной мере светский человек, любил театр, который, как он считал, учит светской благопристойности; перевёл сочинение Бартелеми «Путешествие младшего Анахарсиса по Греции…» (1803—1809).
В 1812 году он руководил эвакуацией университетского имущества; переехал сначала во Владимир, затем в Нижний Новгород, где и скончался. Похоронен на местном Петропавловском кладбище.